# مجلس شورای قبرس شمالی

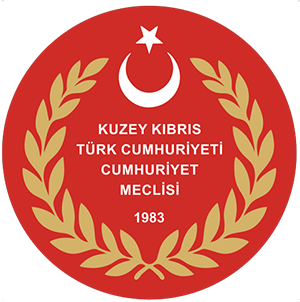

مجلس شورای  قبرس شمالی (به ترکی استانبولی: Kuzey Kıbrıs Türk Cumhuriyet Meclisi) از قوای قانون‌گذار در قبرس شمالی متشکل از ۵۰ عضو که برای دوره پنج ساله با رای مستقیم مردم داخل و خارج کشور انتخاب می‌شوند. آرای مردم این کشور از پنج منطقه شامل: ناحیه لفکوشا، ناحیه غازی ماغوسا، ناحیه گیرنه، ناحیه گوزلیارت، ناحیه اسکله و اکثریت آرای خارج از کشور مجلس شورای قبرس شمالی را قبرسی‌های ترک ترکیه، استرالیا، بریتانیا، آمریکا، آلمان، قبرس، کانادا، نیوزلند، ایتالیا و فرانسه تشکیل می‌دهند. در انتخابات سال ۲۰۰۹ میلادی، حسن بوزر به عنوان رئیس مجلس و مصطفی یکتااوغلو به عنوان معاون مجلس برگزیده‌شد.

## تعداد نمایندگان به تفکیک ناحیه
| ناحیه       | کرسی |
| ----------- | ---- |
| لفکوشا      | ۱۶   |
| غازی ماغوسا | ۱۳   |
| گیرنه       | ۹    |
| گوزلیات     | ۶    |
| اسکله       | ۶    |
| مجموع:      | ۵۰   |

## انتخابات مجلس سال ۲۰۰۹
نتایج انتخابات ۱۹ آوریل ۲۰۰۹ قبرس شمالی
| حزب وحدت ملی (Ulusal Birlik Partisi)             | ۶۲۲٫۸۰۴   | ۴۴٫۰۷% | ۲۶ | +۷ |
| حزب جمهوری‌خواه ترک (Cumhuriyetçi Türk Partisi)   | ۴۱۵٫۵۷۴   | ۲۹٫۱۵% | ۱۵ | –۹ |
| حزب دموکرات (Demokrat Partisi)                   | ۱۵۰٫۶۹۵   | ۱۰٫۶۵% | ۵  | –۱ |
| حزب دموکراسی همگانی (Toplumcu Demokrasi Partisi) | ۹۷٫۳۳۴    | ۶٫۸۷%  | ۲  | +۱ |
| حزب اصلاحات و آزادی (Özgürlük ve Reform Partisi) | ۸۷٫۸۷۹    | ۶٫۲۰%  | ۲  | +۲ |
| حزب قبرس متحد (Birleşik Kıbrıs Partisi)          | ۳۴٫۲۳۹    | ۲٫۴۲%  | —  | —  |
| حرب سیاست برای مردم (Halk İçin Siyaset Partisi)  | ۷٫۰۹۱     | ۰٫۵۰%  | —  | —  |
| کنشگر سیاسی مستقل                                | ۸۳۶       | ۰٫۱۴%  | —  | –۳ |
| مجموع (مشارکت ۸۱٫۴۲%)                            | ۱٫۴۱۶٫۴۵۲ | ۱۰۰٫۰۰ | ۵۰ | —  |
| Sources: World Bulletin Zaman                    |           |        |    |    |